# LBOB-100
LBOB-100 – polska bomba odłamkowo-burząca wagomiaru 100 kg. Opracowana w ramach programu o kryptonimie Mokrzycko. Produkowana w zakładach ZCh Nitro-Chem oraz ZM Kraśnik (obecnie Bumar Amunicja SA). Przenoszona przez samoloty Su-22M4 Polskich Sił Powietrznych.
Bomba LBOB-100 jest bombą hamowaną. Może być wyposażona w zapalnik teleskopowy ZT-3 Roś.